# Otomys
Otomys is een geslacht van knaagdieren uit de Otomyinae dat voorkomt van Ethiopië tot Angola en Zuid-Afrika, met een geïsoleerde populatie (Otomys occidentalis en Otomys burtoni) in Zuidoost-Nigeria en West-Kameroen. Hoewel het geslacht vaak in een aparte onderfamilie Otomyinae wordt geplaatst, is het volgens DNA-studies nauwer verwant aan bepaalde leden van de muizen en ratten van de Oude Wereld (Murinae), zoals Arvicanthis en Dasymys. De verwante geslachten Parotomys en Myotomys worden soms ook tot Otomys gerekend. Het fossiele geslacht Euryotomys vormt een overgang tussen Otomys en de Murinae. De oudste fossielen stammen uit het Laat-Plioceen van Zuid-Afrika. Er zijn meerdere fossiele soorten bekend, zoals Otomys campbelli en Otomys petteri.

## Kenmerken
Het zijn compacte ratten met een kort gezicht, korte poten en een korte staart. Ze eten grassen, zaden, wortels, bladeren en aanverwanten. De kop-romplengte bedraagt 12 tot 22 cm, de staartlengte 8 tot 12 cm en het gewicht 90 tot 260 gram. De meeste soorten leven in graslanden, savannes, moerassen en dergelijke.

## Soorten
Het geslacht bevat de volgende dertig levende soorten:
- Otomys anchietae (Midden- en Noordoost-Angola)
- Otomys angoniensis (Zuid-Kenia tot Noordoost-Zuid-Afrika)
- Otomys auratus (Mozambique, Zimbabwe en Zuid-Afrika)
- Otomys barbouri (Mount Elgon in Oeganda en Kenia)
- Otomys burtoni (Noordwest-Kameroen)
- Otomys cheesmani (Ethiopië)
- Otomys cuanzensis (Midden-Angola)
- Otomys dartmouthi (Ruwenzori-bergen van Oeganda)
- Otomys denti – Bergoorrat (Oeganda tot Noord-Malawi, Noordoost-Zambia en Midden-Tanzania)
- Otomys dollmani (Mount Gargues in Kenia)
- Otomys fortior (Ethiopië)
- Otomys helleri (Ethiopië)
- Otomys irroratus – Moerasrat (Zuid-Afrika, Oost-Zimbabwe en Zuid-Mozambique)
- Otomys jacksoni (Mount Elgon in Oeganda en Kenia)
- Otomys karoensis (Zuid-Afrika)
- Otomys lacustris (bergen van Zuidwest-Kenia, Midden-Tanzania en Noord-Malawi)
- Otomys laminatus (Zuidwest- en Oost-Zuid-Afrika)
- Otomys occidentalis (bergen van Zuidoost-Nigeria en Mount Oku in Kameroen)
- Otomys orestes (bergen van West- en Midden-Kenia en Noordoost-Tanzania)
- Otomys simiensis (Ethiopië)
- Otomys sloggetti (Lesotho en Zuid-Afrika)
- Otomys sungae (Malawi en Tanzania)
- Otomys thomasi (Kenia)
- Otomys tropicalis (Zuid-Soedan en Zuid-Ethiopië tot Oost-Democratische Republiek Congo en West-Kenia)
- Otomys typus (bergen van Ethiopië)
- Otomys unisulcatus (Namibië en Zuid-Afrika)
- Otomys uzungwensis (Uzungwe Mountains in West-Tanzania en Nyika-plateau in Noord-Malawi en Noordoost-Zambia)
- Otomys willani (Zuid-Afrika)
- Otomys yaldeni (Ethiopië)
- Otomys zinki (Tanzania)

Euryotomys† · Myotomys · Otomys · Parotomys